# Воробьёв, Андрей Александрович
Андре́й Алекса́ндрович Воробьёв (род. 27 марта 1982, Ростов-на-Дону) — российский футболист, выступавший на позиции нападающего. Сын советского футболиста Александра Воробьёва.
Родился в Ростове-на-Дону, был воспитанником СДЮШОР местных СКА и «Ростсельмаша». С 1998 года — в первой команде «Ростсельмаша», однако, выступал в основном за вторую команду. В высшей лиге России провёл 6 матчей. После 2003 года выступал в составе таких команд, как СКА (Ростов-на-Дону), «Урал» Екатеринбург, «Салют-Энергия» Белгород, «Таганрог». Завершил карьеру в клубе «Батайск-2007», не проведя за него ни одного матча.